# Московское большое кольцо
Автомобильная дорога федерального значения А108 (Московское большое кольцо, сокращённо МБК, неофициально Большое бетонное кольцо или «Большая бетонка») — кольцевая автомобильная дорога Московской области. Общая протяжённость трассы составляет 547 км. C 1 января 2018 года нулевой километр трассы отсчитывается от трассы М-10 «Россия» в районе пересечения Первомайской улицы с Литейной в городе Клин.
Проходит в Московской, Калужской и Владимирской областях, через города: Орехово-Зуево, Ликино-Дулёво, Куровское, Воскресенск, Балабаново, Рузу, Клин, Дмитров. Трасса образует большой транспортный круг, в центре которого находится Москва.
Трасса имеет особое региональное и местное значение, является важной транзитной дорогой, позволяющей обойти перегруженный московский узел. «Большая бетонка» основана на внешнем кольце «Золотого кольца ПВО».

## История

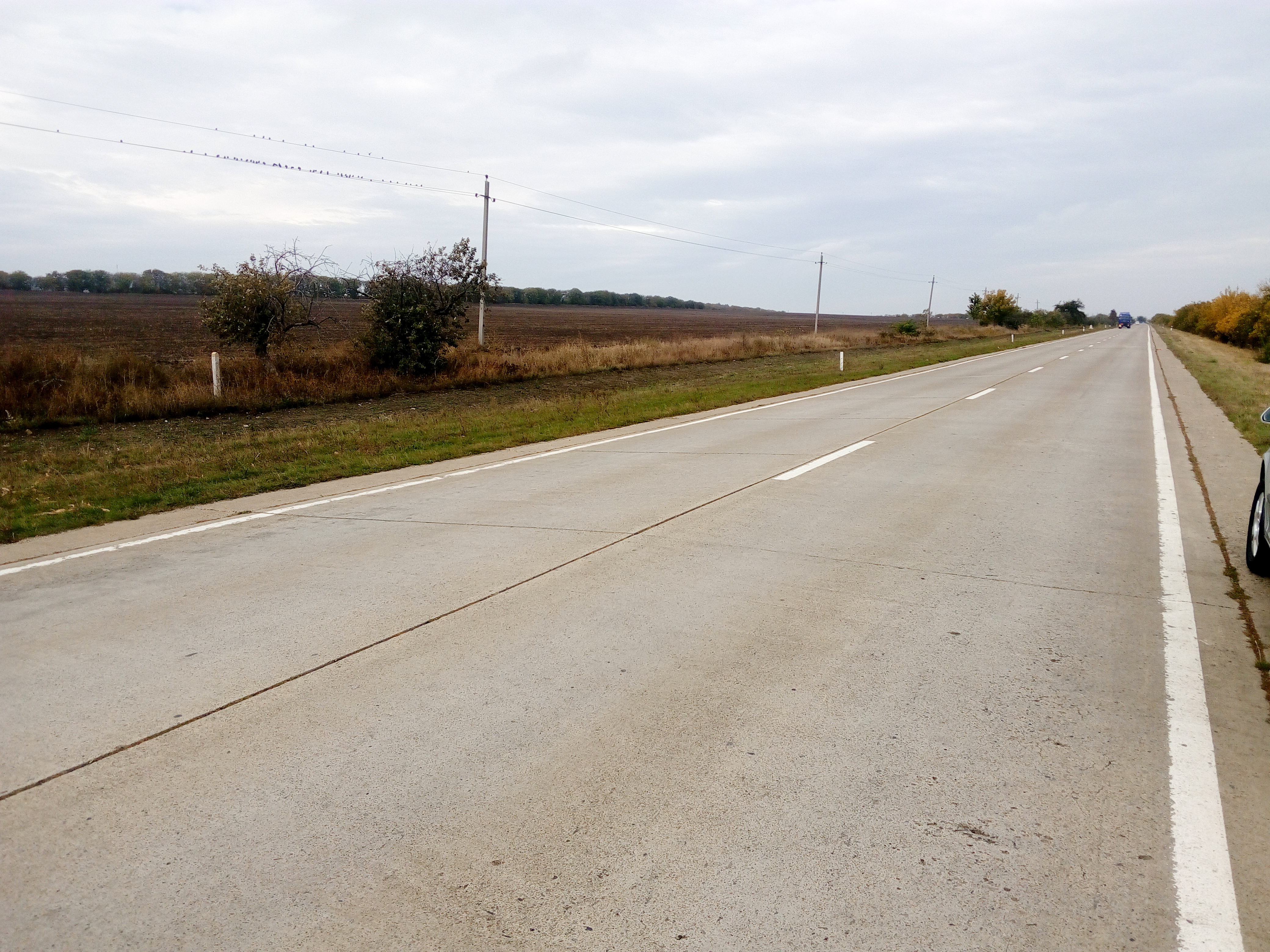
Дорога, выложенная из бетонных плит

В годы СССР (до 1990 года) Московское большое кольцо, как и Московское малое кольцо, было обозначено не на всех картах и дорожных атласах.
Дороги, составляющие МБК, были сооружены в 1950—1960-х годах для удовлетворения военно-транспортных нужд противоракетной обороны Москвы. Они были из нескольких слоёв бетонных плит (особенно большое кольцо), способных выдерживать вес многотонных ракетных тягачей.
Информация об удобных проездах со временем распространилась среди местного населения, и оба кольца стали дорогами общего пользования. Сначала де-факто, а в конце 1980-х годов и де-юре. Постепенно бетонные плиты покрыли асфальтом, однако в народном сознании кольца так и остались «бетонками».
В 1990 году была выпущена первая карта Московской области, а в 1991 году — первый атлас автодорог, где Московское большое кольцо было отмечено. До этого, в 1956 году, Главным управлением геодезии и картографии был выпущен путеводитель с картой «Подмосковье» (редактор — Игнатенко А. Н., консультант — Куделин П. Г.) с обозначенной «Большой бетонкой» и отдельными участками «Малой».

### Расширения, переоснащение трассы
В 1995 — 1998 годах для северного объезда Дмитрова был построен 2-полосный автомобильный мост через канал имени Москвы возле Татищево, транспортная развязка дала возможность бестранзитного следования автотранспорта к западу от города. В 2010 — 2015 годах мост был расширен ещё на две полосы. В 2014 году от трассы А104 было завершено строительство объездного участка дороги мимо Дмитрова от Татищевского моста в восточном направлении до деревни Поддубки. Данный участок дороги завершил полный объезд Дмитрова и связал транспортными развязками два шоссе.

## Развязки и организация движения

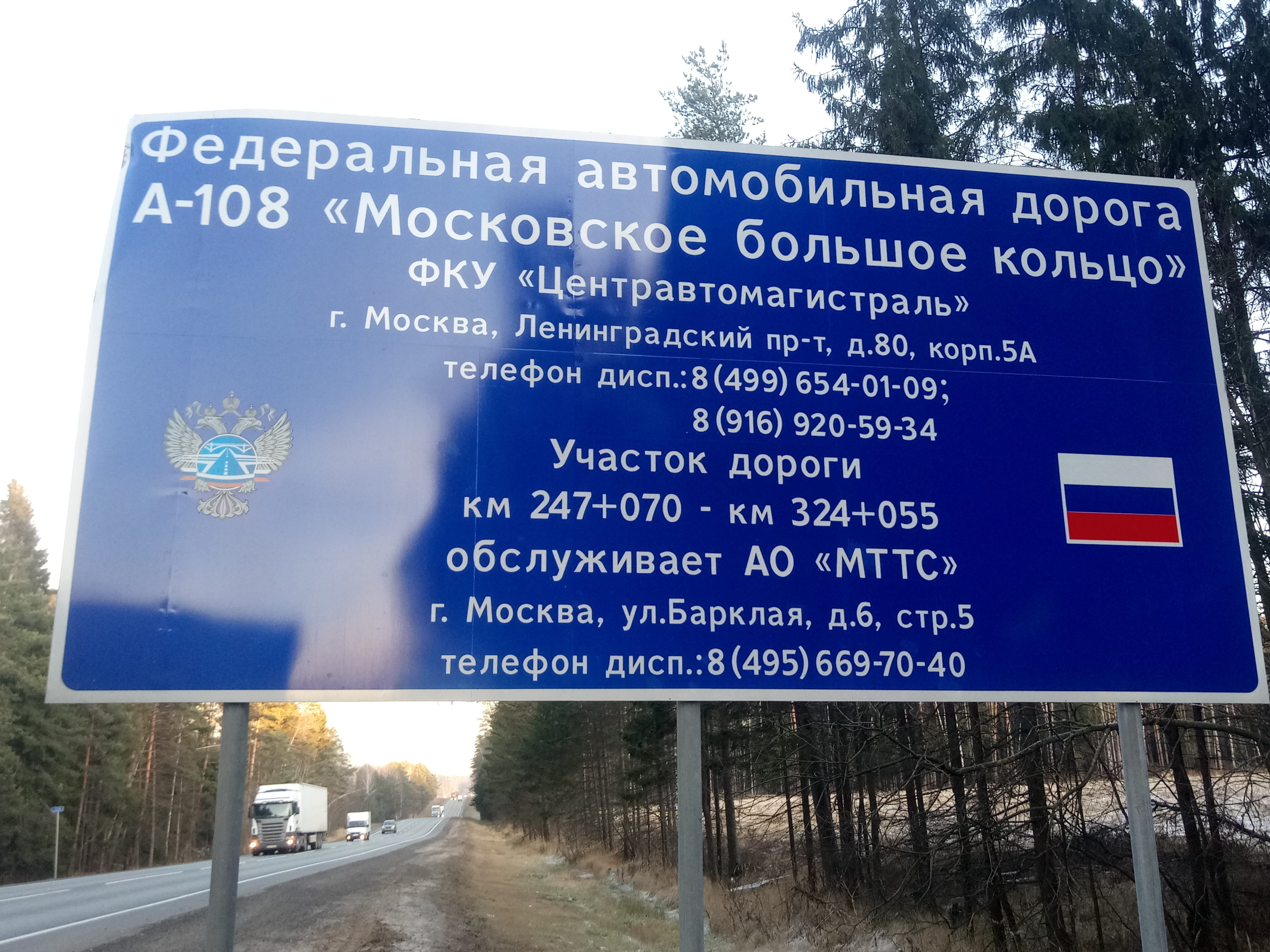

Из дорожных сооружений дороги выделяются: развязка с Ярославским шоссе, мосты над Озернинским водохранилищем (длина 320 м) и каналом имени Москвы (длина 160 м), путепроводы над «Новым» и «Южным» направлениями Транссиба.
Асфальтобетонное покрытие на преимущественной части трассы уложено поверх бетонных плит. Ширина проезжей части не менее 7 м, участками до 15 м. В своей северной части, в пределах Клинско-Дмитровской гряды дорога имеет более значительные продольные уклоны, нежели у радиальных трасс.
Имеется ограничение по высоте транспортного средства — контрольные металлические арки высотой 3,8 м перед путепроводом Большого кольца МЖД в Ликино-Дулёве, высота которого над дорогой составляет 4,2 м, возможен объезд через оживлённый переезд, увеличивающий путь на 5 км. Значительное ограничение по высоте имеется также в Балабанове. Автодорога проходит через путепровод под железнодорожными путями, в данном месте возможен проезд только легковых транспортных средств и микроавтобусов. В таком случае, движение грузовых автомобилей и автобусов высотой более 3 м движение осуществляется в обход центра Балабаново. Также действует преимущество перед встречным движением на въезде в центр Балабанова из трассы М-3.

## Основные пересечения с другими дорогами
| Трасса                                   | Пересечение                                                           | Информация о трассе                      |
| ---------------------------------------- | --------------------------------------------------------------------- | ---------------------------------------- |
| М7E 22                                   | Ожерелки (размыкание) Малая Дубна                                     | В Москву, Нижний Новгород, Казань, Уфу   |
| Носовихинское шоссе                      | Ликино-Дулёво (примыкание шоссе)                                      | В Москву                                 |
| Р105                                     | Слободище                                                             | В Москву, Касимов                        |
| М5E 30AH6                                | Яньшино                                                               | В Москву, Самару, Уфу, Челябинск, Рязань |
| М4E 115 Р22E 119AH8                      | около Шугарово                                                        | В Москву, Волгоград, Ростов-на-Дону      |
| М2E 105                                  | около д. Верхнее Пикалово                                             | В Москву, Курск, Харьков                 |
| старая М2                                | Родионовка (размыкание)                                               | В Москву, Серпухов, Чехов                |
| А130                                     | д. Воробьи                                                            | В Москву, Гомель, Варшаву                |
| М3E 101                                  | Балабаново (размыкание)                                               | В Москву, Киев                           |
| М1E 30AH6                                | Шелковка                                                              | В Москву, Минск                          |
| А100                                     | Дорохово                                                              | В Москву, Одинцово, Можайск              |
| М9E 22                                   |                                                                       | В Москву, Ригу                           |
| Волоколамское шоссе                      | Новопетровское                                                        | В Москву, Красногорск                    |
| М10E 105AH8                              | Клин                                                                  | В Москву, Санкт-Петербург                |
| М11                                      | Клин                                                                  | В Москву, Санкт-Петербург                |
| Р113                                     | Рогачёво                                                              | В Москву, Лобню                          |
| А104                                     | Дмитров, Канал имени Москвы                                           | В Москву, Дубну                          |
| Р112                                     | д. Жестылево                                                          | В Полуденовку через Талдом               |
| Р104                                     | д. Маньково                                                           | В Сергиев Посад, Калязин, Углич          |
| М8E 115                                  | д. Березняки, у северо-западного берега Торбеевского озера (развязка) | В Москву, Ярославль                      |
| Черноголовка — Киржач (продолжение А103) | ок. д. Аленино                                                        | На Черноголовку                          |
| Черноголовка — Киржач (продолжение А103) | ок. уч. Мелёжи                                                        | На Киржач                                |

## Перспективы
С августа 2012 год осуществляется строительство обходного участка дороги (к западу от городов Орехово-Зуево и Ликино-Дулёво) на востоке Московской области, длиной 24.4 км. Этот участок начинается от трассы М7 в месте примыкания участка дороги севернее трассы, проходит мостом над рекой Клязьма, путепроводом над Горьковским направлением МЖД восточнее Дрезны, развязкой с Носовихинским шоссе и оканчивается примыканием к нынешней трассе в 4 км южнее города Ликино-Дулёво. Данный обход позволит убрать прохождение основного участка дороги через центры двух крупных городов Московской области. 
27 декабря 2018 года был открыт участок протяженностью 7,8 км: от трассы М-7 (деревня Ожерелки) до дороги Орехово-Зуево — Демихово.
Дальнейшее строительство фактически остановлено. По официальной информации, достройке мешают ранее неучтенные инженерные коммуникации и необходимость устройства дополнительных, а также изменение конфигурации существующих искусственных сооружений.  Летом 2019 года сроком завершения работ был назван 4-й квартал 2022 года. В августе 2020 года стало известно, что достройка дороги планируется уже на 2024-2026 годы.